# Vita su un pianeta nervoso
Vita su un pianeta nervoso (Notes on a Nervous Planet) è un'autobiografia, pubblicata nel 2018 dallo scrittore inglese Matt Haig. Nell'opera, Haig cerca di mettere sullo stesso piano salute fisica e salute mentale.

## Contenuti
Alla base dell’opera c’è l’idea di considerare la salute mentale nello stesso modo in cui viene considerata la salute fisica. L'autore affronta diversi argomenti come attacchi di panico, problemi derivanti da assunzione di alcool e droghe e depressione legata all’uso dei social. Ripercorre le sue esperienze da quando all’età di 24 anni ha avuto il primo attacco di panico in un centro commerciale fino al momento della pubblicazione del libro, all’età di 45 anni, cercando di analizzare e aiutare chi si trova nella sua stessa situazione, parlando anche dell’aiuto che ha trovato confrontandosi spesso con la fidanzata Andrea, psicologi e amici.
Il testo comprende elenchi di cose che secondo l’autore possono aiutare chi si trova in una situazione di panico o viceversa in una situazione in cui sembra andare tutto bene.
L’autore in questa opera cerca di far capire che ci si preoccupa degli effetti di alcool e droghe sui giovani senza soffermarsi su quanto siano dannosi i social network. Invita quindi a distaccarsi e riscoprire la bellezza di passare del tempo con la famiglia e gli amici e di stare a contatto con la natura. Analizza anche il fatto che i social allontanano dalla realtà e inducono a diventare persone vuote cercando di essere quello che non si è realmente, dalla modifica delle foto fino all’esprimere idee solo per seguire la massa e non sentirsi trascurati invidiando anche le vite di attori, calciatori.
Negli ultimi capitoli, l'autore parla anche di idee che all'apparenza sono molto semplici ma allo stesso tempo aiutano a ricominciare, partendo dal riordinare la casa e dare via tutte le cianfrusaglie in beneficenza. Altri consigli sono quelli di prestare attenzione al cibo evitando soprattutto quello spazzatura e capire che le paure sono tutte dentro ogni persona ed è normale avere paura: basta imparare a conviverci.

## Edizioni
- (EN) Matt Haig, Notes on a Nervous Planet, Faber and Faber, 2018,  p. 310, ISBN 978-1786892676.

### Traduzioni
- Matt Haig, Vita su un pianeta nervoso, Assolo E/O, 2019,  p. 408, ISBN 9788833570587.
- (DE) Matt Haig, Mach Mal Halbang, dtv Verlagsgesellschaft, 2019,  p. 320, ISBN 9783423262286.
- (FR) Matt Haig, Débranchez Vous!, REY, 2018,  p. 315, ISBN 978-2848766911.
- (ES) Matt Haig, Apuntes sobre un planeta estresado, Ediciones Destino, 2019,  p. 320, ISBN 9788423355976.